# 항충

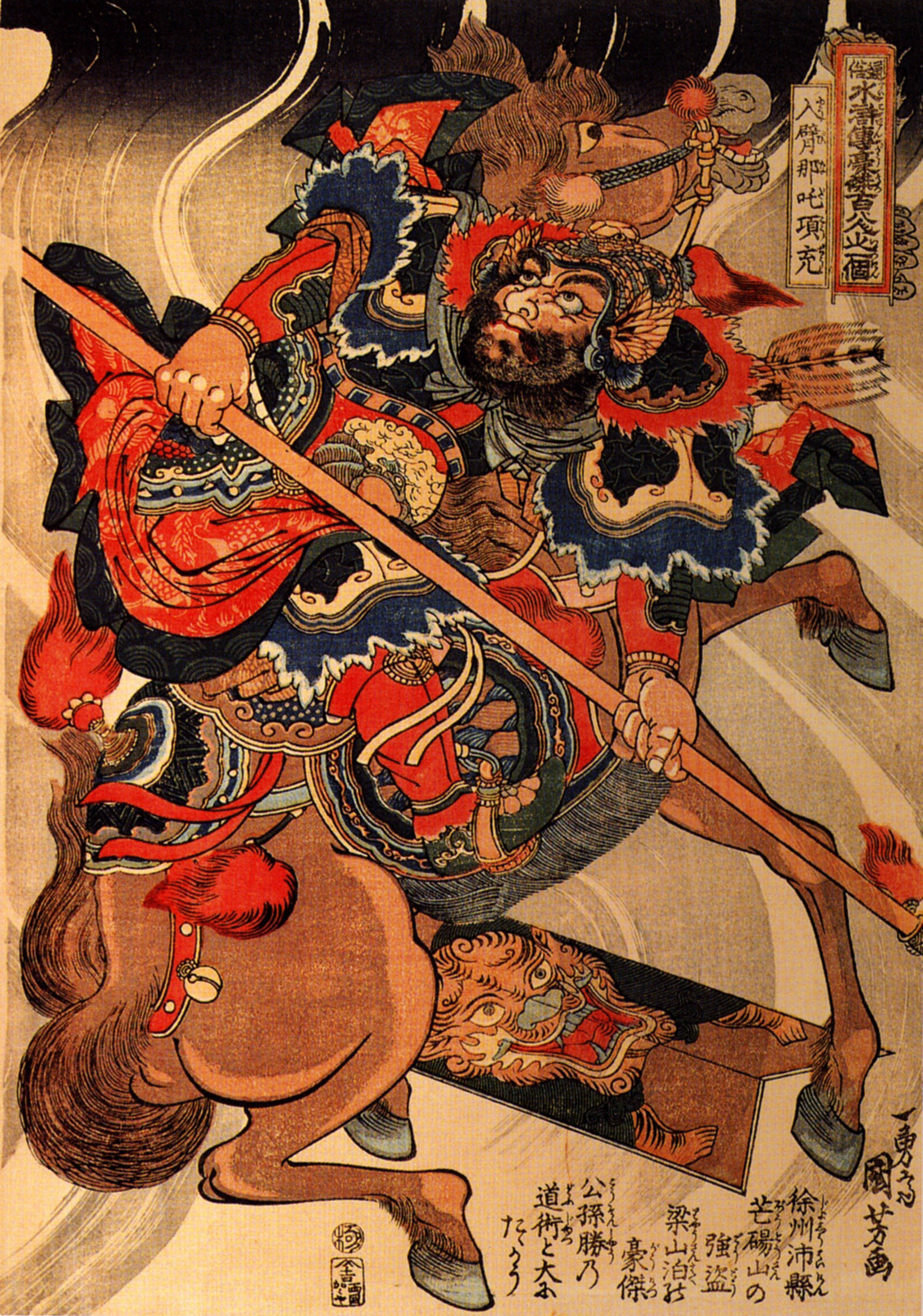

항충(項充)은 중국의 사대기서(四大奇書) 중 하나인 《수호전》(水滸傳)에 등장하는 인물로, 108성 중 64위이자 지살성(地煞星)의 지비성(地飛星)에 해당한다. 별호는 팔비나타(八臂那咤)로 비도의 명수이자 등에 24개의 비도를 꽂았던 데서 유래했다. 또 별호의 '나타'는 사문천의 아들로 전투 시 여섯 팔과 세 머리를 나타내는 신인데, 여기에 두 팔을 더한 팔비라 하였다. 이 밖에 단패(원형 방패)와 표창(투창) 기술도 뛰어나 망탕산에 공격 온 사진을 물리치기도 했다.

## 생애
번서, 이곤과 함께 망탕산의 산적으로 등장한다. 양산박을 병합하려고 하였는데, 이는 양산박에 알려져 공격을 받게된다. 양산박에서 사진이 공격해 오는데 항충은 이곤과 함께 이를 격퇴했다. 하지만 다음날 양산박 군세에 가담한 공손승의 요술로 인해 이곤과 생포당한다. 적의 본영으로 끌려나온 두 사람은 죽음을 각오했으나 송강이 밧줄을 풀고 '나는 당신들을 양산박으로 맞이하고 싶다'고 한다. 이에 감격한 두 사람은 송강의 허락을 받고 산으로 돌아가 번서를 설득해 망탕산의 산적들은 양산박에 가담한다.
양산박에 입산한 후에는 이곤과 함께 이규, 포욱의 방어를 담당했다. 108명이 양산박에 모인 후에는 보병군 장교로 임명된다. 방랍토벌 목주성 공략전에서 정표를 쫓아 강으로 들어간 이곤이 화살비를 맞고 전사하는 것을 보고 황급히 강에서 올라오고 적병들에게 둘러싸여 분전하지만 온몸이 갈기갈기 찢어져서 전사하였다.